# Pforzheimer FC Frankonia
Der Pforzheimer FC Frankonia war ein Sportverein aus Pforzheim und einer der 86 Gründungsvereine des Deutschen Fußball-Bundes. Vertreten wurde er hier durch Gustav Manning.
Der Verein spielte 1899/1900 in der Endrunde des Verbands Süddeutscher Fußball-Vereine (VSFV).